# Lepyrotica reduplicata
Lepyrotica reduplicata är en fjärilsart som beskrevs av Walsingham 1897. Lepyrotica reduplicata ingår i släktet Lepyrotica och familjen äkta malar. Inga underarter finns listade i Catalogue of Life.